# Cenocorixa bifida
Cenocorixa bifida är en insektsart som först beskrevs av Hungerford 1926.  Cenocorixa bifida ingår i släktet Cenocorixa och familjen buksimmare.

## Underarter
Arten delas in i följande underarter:
- C. b. bifida
- C. b. hungerfordi